# Organy (budownictwo)

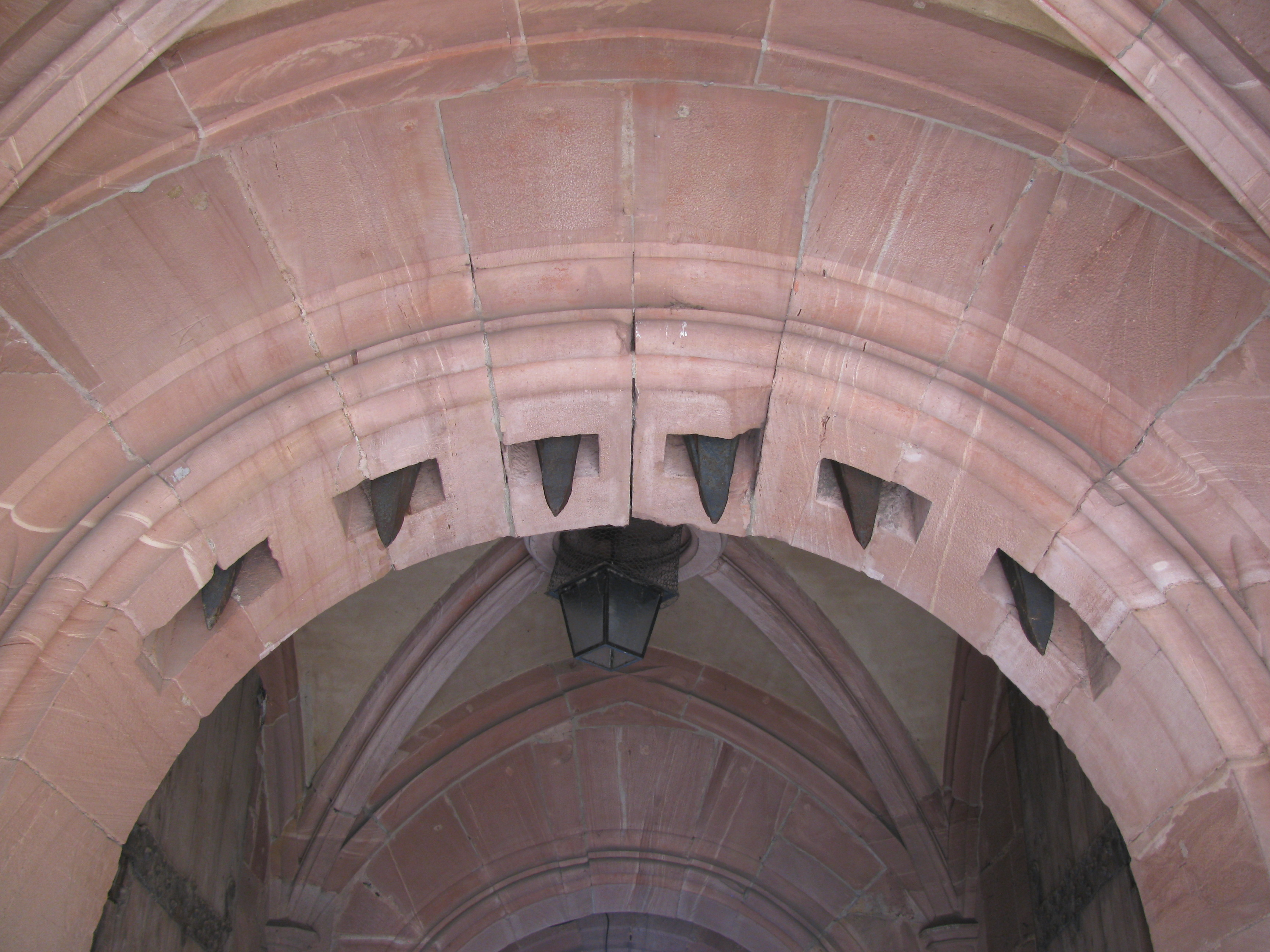
Organy w zamku Heidelberg. Widać osobne kanały, z których wysuwają się pionowe belki, niepołączone ze sobą poziomymi poprzeczkami jak w bronie

Organy – pionowo ustawione belki w bramie w murze obronnym, stosowane w fortyfikacjach średniowiecznych, zawieszone na łańcuchach, podnoszone i opuszczane indywidualnie.